# Putte Wickman

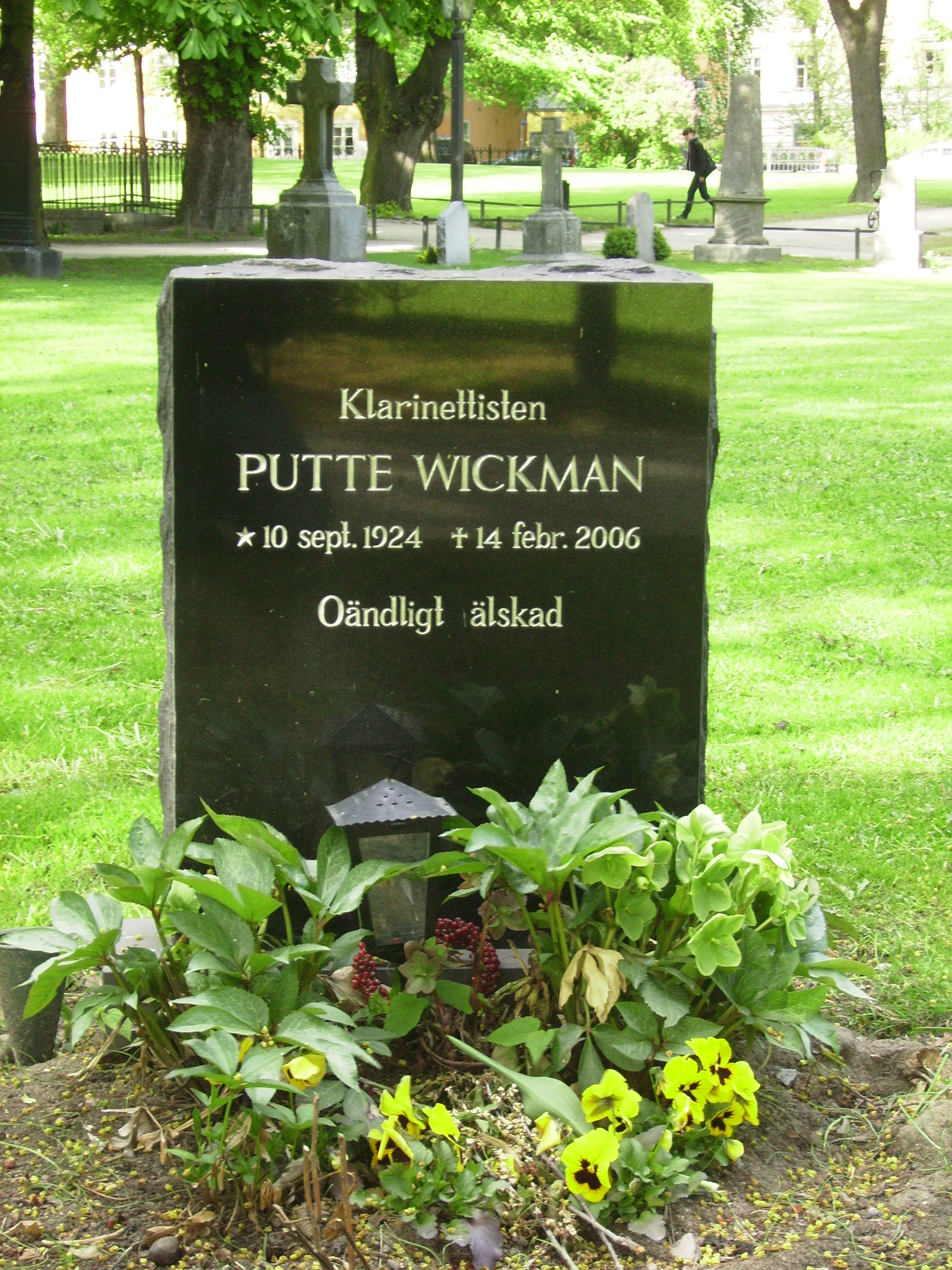
Putte Wickmans Grabstätte, Stockholm

Hans Olof Wickman, genannt Putte Wickman (Aussprache [ˌpɵtːə ˈvikːman], * 10. September 1924 in Falun; † 14. Februar 2006 in Grycksbo) war ein schwedischer Jazzklarinettist, der auch als Schwedens Benny Goodman bezeichnet wurde.

## Leben und Wirken
Aufgewachsen in Stora Tuna, Borlänge, brachte Wickman sich das Klarinettenspiel selbst bei. Nach dem Besuch des Gymnasiums in Stockholm begann er 1944 einen Ferienjob in Hasse Kahns Orchester. Später gründete er sein eigenes Sextett, in dem er geschmackvoll Swing nach Art von Goodman mit moderneren Musikstilen mischte, 1950 entstand eine 78er für das Label Sonora („Sonora Boogie“). 1959 war er auf Amerikatournee, wo er unter anderem in der Carnegie Hall auftrat. Seine Combo hatte bis in die 1960er Jahre Bestand, dann gründete er ein Tanzorchester, um schließlich als Freelancer zu arbeiten. 1969 nahm er mit Lars Sjösten, Sture Nordin und Pelle Hulten das Album The Sound of Surprise für Dragon auf.
Später arbeitete er mit Red Mitchell und mit John Lewis zusammen (Stockholm ’81, 1981; Slukefter Blues, 1984); im Trio mit Roger Kellaway und Red Mitchell entstand 1989 das Album Some O’ This and Some O’That. Mit Arne Domnérus nahm er das Album Happy Together (1995) auf. Weiterhin ist er mit Stan Getz, Charlie Parker, Lee Konitz, Anita O’Day, Toots Thielemans, Dexter Gordon, Tony Scott, Eje Thelin und Benny Bailey aufgetreten.
Wickman spielte außerdem in Kirchenorchestern mit dem Gitarristen Göran Fristorp und dem Pianisten Jan Lundgren. 2004 präsentierten sie die Show A tribute to Putte, mit der sie seinen 80sten Geburtstag begingen, gemeinsam mit Povel Ramel, Svante Thuresson, Jan Lundgren und Anders Berglunds Band. 2005 trat er auf dem Jazzfestival in Norrtälje auf, wo Wickman und Anders Berglunds Band gemeinsam mit den Sängern Björn Skifs und Jill Johnson spielten.
1994 erhielt er die Illis-Quorum-Medaille, 1999 das Jussi-Björling-Stipendium, außerdem erhielt er den französischen Django d’Or-Preis und war für den Jazzpar-Preis nominiert. Er war Mitglied der Kungliga Musikaliska Akademien.
Wickman war seit 1957 mit Catrin Westerlund verheiratet, die 1982 starb.
2007 erhielt er posthum den schwedischen Django d’Or als Legende des Jazz.